# Старики (Витебская область)
Старики (бел. Старыкі) — деревня в Браславском районе Витебской области Беларуси. Входит в состав Тетерковского сельсовета.

## География
Деревня находится в западной части Витебской области, к северо-западу от озера Укля, на расстоянии приблизительно 12 километров (по прямой) к юго-востоку от города Браслав, административного центра района. Абсолютная высота — 155 метров над уровнем моря. Площадь населённого пункта — 0,092 км².

## История
По состоянию на 1905 год, в застенке проживало 25 человек (13 мужчин и 12 женщин). В административном отношении входил в состав Перебродской волости Дисненского уезда Виленской губернии.
В 1921 году застенок входил в состав гмины Йоды Дисенского повета Виленского воеводства Второй Польской республики. Числилось 25 жителей (12 мужчин и 13 женщин), проживавших в 7 домах. В этническом составе населения того периода поляки составляли 68 %, белорусы — 32 %. В конфессиональном составе населения преобладали католики (56 %), также были представлены православные христиане (44 %).

## Население
По данным переписи 2019 года, в деревне проживало 3 человека.
| Год  | Население, человек |
| ---- | ------------------ |
| 1905 | 25                 |
| 1921 | → 25               |
| 2009 | ↘ 7                |
| 2019 | ↘ 3                |